# Schlacht von Dinklar
Die Schlacht von Dinklar fand am 3. September 1367 zwischen einer Welfenallianz und dem Hochstift Hildesheim in der Nähe der heutigen Dörfer Dinklar und Farmsen (heute Gemeinde Schellerten) am Übergang des Harzvorlandes zur Norddeutschen Tiefebene statt. Bedeutung erlangte die Schlacht dadurch, dass fast der gesamte Adel, Klerus und die Städte des nördlichen Harzvorlandes an ihr beteiligt waren. Legendär wurde sie durch den Sieg der scheinbar unterlegenen Seite gegen die zahlenmäßig weit überlegene Allianz der Welfen, der durch einen nächtlichen Überraschungsangriff errungen wurde.

## Vorgeschichte
Schon vor der eigentlichen Schlacht 1367 kam es immer wieder zu Konflikten zwischen dem Hochstift Hildesheim und den Welfen. Hildesheim war fast vollständig von welfischen Stammlanden umgeben. Diese waren immer noch durch den Machtverlust aufgrund der Reichsacht gegen Heinrich den Löwen 1180 gedemütigt und versuchten, ihr vergangenes Territorium und ihre Macht wiederzuerlangen. Zum langfristigen Vorgehen gegen Hildesheim gehörte auch die 1292 errichtete Burg Calenberg nur 13 Kilometer westlich der Stadt Hildesheim durch Otto II. von Lüneburg.
Anlass der Schlacht waren zum einen die andauernden territorialen Streitigkeiten zwischen dem Welfenhaus und dem Hochstift Hildesheim, zum anderen Vorwürfe, dass der Fürstbischof Gerhard von Berg von Hildesheim sogenannte Raubritter und Straßenräuber unterstützen würde. Erzbischof Dietrich von Portitz von Magdeburg verbündete sich zunächst mit dem Welfenherzog Magnus II. von Braunschweig, um das Treiben zu beenden. Magnus II. hatte zu diesem Zeitpunkt bereits mehrere Bündnisverträge zum Nachteil Hildesheims geschlossen. Wilhelm II. von Lüneburg sorgte mit seiner Stützpunktstrategie für die vollständige Umkreisung des Hochstifts. Die Burg Calenberg und die Burg Hausfreden wurden vom Hildesheimer Stiftsheer abgeworben. Bereits 1366 hatte Magnus II. die Burg Campen (Flechtorf) und Cramme übernommen und mit Truppen besetzen lassen.
Hildesheim auf der anderen Seite besaß durch die schon Jahrzehnte dauernden Konflikte ein straff organisiertes Wehrwesen und war stets kriegsbereit. Jeder Bürger der Stadt war verpflichtet, abhängig von seinem Vermögen, maximal gerüstet zu sein. Die Bürger waren auch zur Teilnahme an Kriegszügen außerhalb der Stadt verpflichtet. Weiter hielt die Stadt ein gut gefülltes Arsenal an verschiedenen Waffen zur ständigen Verfügung. Die Wehrbereitschaft wurde mittels jährlicher Musterungen überprüft. Die Stadt hatte bereits eine Reihe von Armbrüsten sowie „Kampfwagen“ angeschafft. Letztere dienten der schnellen Verlegung von Truppenteilen im Gelände oder zum Schlachtfeld. Die Bürgerschaft war zudem mit Hannover und Goslar verbündet.

## Schlachtverlauf

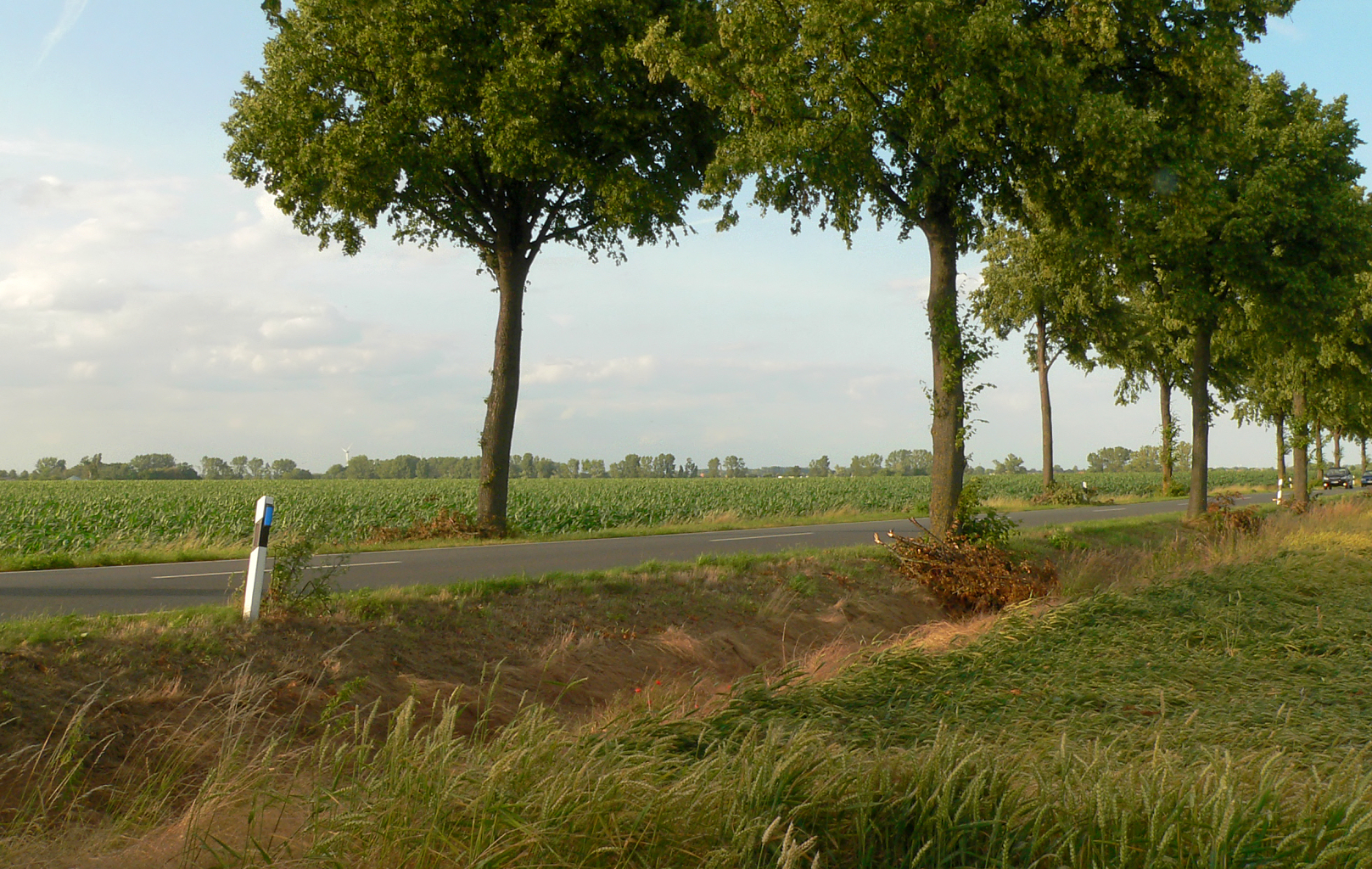
Das Schlachtfeld nördlich der Straße zwischen Dinklar und Farmsen

Das Welfenheer hatte sich bei Braunschweig versammelt und zog von dort aus in Richtung Hildesheim. Dabei kam es in den östlichen Hildesheimer Gebieten, welche das Heer durchzog, zu umfangreichen Plünderungen und Verwüstungen durch das Heer. Durch die Unterstützung des lokalen Klerus wurde der Hildesheimer Fürstbischof Gerhard von Berg genau von den Vorgängen unterrichtet und konnte sich wappnen. Diese Vorwarnzeit reichte für eine Mobilisierung aller Gewappneten in Hildesheim und Umgebung. Gewappnete aus Dassel, Lutter, Winzenburg, Woldenberg, Woldenstein und Liebenburg konnten rechtzeitig in Marsch gesetzt werden. Zudem verfügte Hildesheim über mehrere sehr erfahrene Stiftsritter und Domherren, die in Paris, Avignon und Montpellier studiert hatten. Damit waren Kenntnisse vorhanden, wie Fußvolk und Schützen über ein Heer von Berittenen siegen konnten. Lehrbeispiele hierfür waren die Schlachten von Kortrijk, Bannockburn, Laupen, Crecy und Poitiers.
Die Welfenallianz hatte ihr Lager in Dinklar und Farmsen errichtet. In Dinklar hielt der Bischof von Halberstadt Quartier auf dem Gelände einer geschleiften ehemaligen Burg. Der Herzog errichtete sein Quartier in Farmsen, wo er ein Haus für sich beanspruchte. Der Lagerplatz war schon frühzeitig von ortskundigen Verbündeten der Braunschweiger festgelegt worden. Die Burgreste von Dinklar konnten schnell befestigt werden, so dass die Heerstraße von hier aus überwacht werden konnte. Der Ort Dinklar schützte das Lager westlich in Richtung Hildesheim. Nördlich schloss ein langer, tiefer Graben das Lager ab, in südlicher Richtung war es auf sieben Kilometern Länge die sumpfige Ilseniederung, die von Dinklar aus eingesehen werden konnte.
Gerhard von Berg gruppierte die bewaffneten Bürger und teilte jeder Gruppe einen erfahrenen Ritter zur Führung zu. Es blieb auch Zeit, die wenigen Verbündeten zu alarmieren und in Marsch zu setzen. Die Kriegsmoral ließ der Fürstbischof durch Weihen, Hochmessen und Reliquienverehrungen steigern. Der Überlieferung nach soll er das Gründungsreliquiar des Bistums Hildesheim, das Marienheiligtum aus dem Domschatz, bei sich geführt und – auf dieses hinweisend – ausgerufen haben: „Leven Kerle, truret nich, hier hebbe ek noch dusend in miner Maven! (Männer trauert nicht, ich habe noch tausend Mann in meinem Ärmel!)“ Der Fürstbischof entschied sich zu einem Präventivschlag und ließ nachts die Kriegswagen besteigen. Diese brachten das Fußvolk schnell und unentdeckt bis an das feindliche Heerlager heran. Dabei nutzten die Hildesheimer nicht die Heerstraße, die direkt auf das stark befestigte Dinklar zulief. Stattdessen führten sie das Heer aus südöstlicher Richtung an das Schlachtfeld heran.

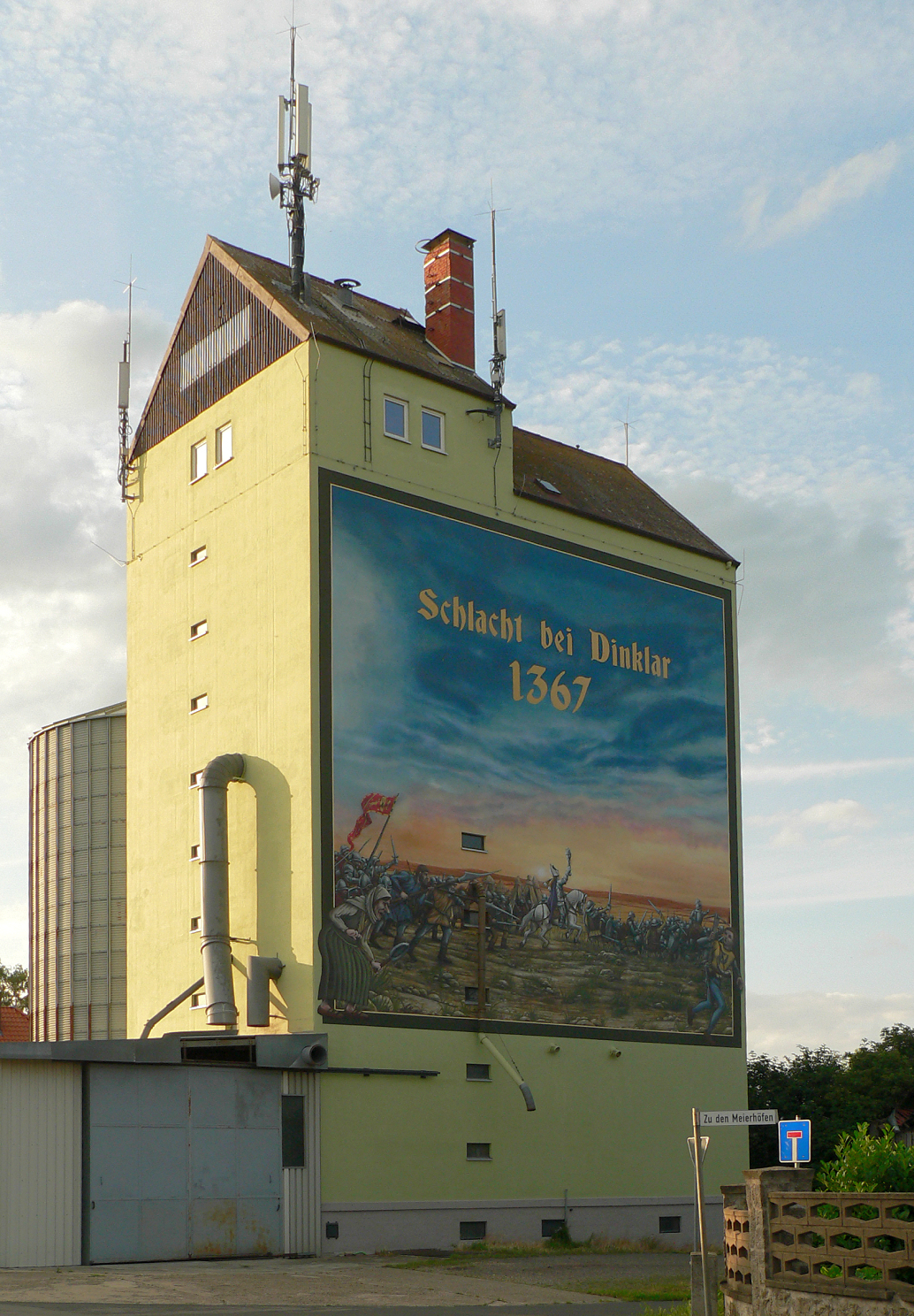
Wandgemälde zur Schlacht an einem Silogebäude in Dinklar

Der Hildesheimer Fürstbischof führte sein Heer persönlich in die Schlacht. Es gelang ein nächtlicher Überraschungsangriff, der zur Panik unter dem lagernden Fußvolk der Welfenallianz führte. Nur an wenigen Stellen kam es zu einer, meist unkoordinierten, Gegenwehr, die von den Hildesheimern schnell beseitigt werden konnte. Den Hildesheimern gelang es, eine Massenflucht auszulösen und diese durch wiederkehrende, gezielte Angriffe immer weiter zu unterstützen. Dabei wurden auch immer wieder gezielte Angriffe zur Gefangennahme prominenter Kriegsgegner durchgeführt.
Eine weitreichende Verfolgung der Flüchtenden war aber aus mehreren Gründen nicht möglich. Zum einen wurde noch ein Heer des Herzogs Albrecht von Grubenhagen erwartet, das vermutlich auf Seiten der Welfen den Hildesheimern in den Rücken hätte fallen können. Zum anderen zog ein schweres Unwetter auf. Außerdem mussten die Gefangenen in Sicherheit gebracht werden. Diese garantierten bereits hohe Lösegeldsummen und die Erfüllung der Hildesheimer Forderungen.

### Prominente Gefangene
Infolge der Niederlage der Welfenallianz gelang es den Hildesheimern und ihren Verbündeten, eine Reihe von Gefangenen zu machen, die gegen Lösegeld wieder entlassen wurden:
- Herzog Magnus II. von Braunschweig-Lüneburg
- Albert von Rickmersdorf, Bischof von Halberstadt
- Domherr Graf Albrecht V. von Wernigerode
- Hinrich Schenk von Flechtingen[1]
- Meinhard von Schierstedt (Feldhauptmann Magdeburgs)
- Nicolaus von Bismark (Feldhauptmann Magdeburgs)
- Henning von Steinförde (Stadthauptmann)
- Albrecht und Hans von Hakeborn (Edle)
- Henrik und Ludolf von Alvensleben
- Wulflin von Neindorf
- Busse von Asseburg
- Sivert von Salder
- Wilhelm von Ütze
- Heinrich von Wenden
- Ludwig von Sampleben
- Ermprecht von Seggerde
- Ludwig und Heinrich von Veltheim
- Hinrik Stammer
- Ludecke von Dalem
- Hanse von Dreinleben
- Gevert von Wedderden
- Alverich, Gumprecht und Hans von Wanzleben
- Ludwig von Walmoden
- Gevert von Weferlingen
- Henning von Reden
- Berthold von Ditfurt
- Hermann Dubeke.

### Prominente Gefallene
- Johannes von Hadmersleben, der letzte Graf von Hadmersleben
- Hans von Hadmersleben
- Waldemar, Graf von Anhalt
- Domherr Vulrad von Querfurt
- Jan von Saldern
- Hendrik von Grieben
- Hinrik von Weferlingen
- Johann von Oberg
- Hermann von Wedderden
- Henning von Rickmersdorf
- Heinrich von Hoym[2][3]

## Folgen der Schlacht
Die Schlacht gilt als die bedeutendste mittelalterliche Schlacht Norddeutschlands. Ein Sieg der Welfenallianz hätte möglicherweise das Ende des Hochstifts Hildesheim bedeutet. Durch den Sieg und die Gefangenen erhielt das Hochstift eine herausragende Verhandlungsposition. Man einigte sich darauf, die Gefangenen gegen ein eher geringes Lösegeld freizugeben, und erhielt im Gegenzug die Zusicherung eines langfristigen Friedens mit den umgebenden welfischen Fürstentümern.